# Взрывы у здания МВД Сирии
Взры́вы у зда́ния МВД Си́рии — террористический акт, осуществленный 12 декабря 2012 года в Дамаске боевиками группировки «Фронт ан-Нусра», связанной с «Аль-Каидой». Рядом со зданием министерства районе Кафар-Сусе был взорван заминированный автомобиль, а затем приведены в действие еще два взрывных устройства. В результате взрывов погибло семь человек и около 50 получили ранения. Помимо этого пострадал и сам глава МВД Мохаммед аш-Шаар.

## Предыстория
Накануне теракта в Марокко проходила очередная встреча группы «Друзей Сирии». В этом мероприятии приняли участие и представители Национальной коалиции сирийской оппозиции, которые призывали правительство США пересмотреть своё недавнее решение и исключить группировку «Фронт ан-Нусра» из списка террористических организаций.
На тот момент в Сирии уже больше 20 месяцев продолжалась гражданская война. За этот период в стране, по разным данным, погибли от 20 до 40 тысяч человек, а еще несколько сот тысяч человек стали беженцами. Власти страны противостоят организованным действиям террористических группировок, связанных с «Аль-Каидой», поддержка которых осуществляется рядом арабских государств.
Здание МВД Сирии, возле которого произошел теракт, расположено в столичном районе Кафар Сусе, находившемся недалеко от районов,  контролируемых боевиками вооруженной оппозиции. В настоящее время никаких боев в прилегающих к Кафар Суса районах не происходит, ситуация стабильная.

## События
12 декабря  рядом с главным входом в здание МВД Сирии взорвался заминированный автомобиль, затем были приведены в действие еще два взрывных устройства. По словам очевидцев, вскоре после теракта началась стрельба. В результате взрывов погибло семь человек, около 50 получили ранения, среди пострадавших был и сам глава ведомства — Мохаммед аш-Шаар. От взрыва в его кабинете обрушился потолок, а министра ранило в плечо. Он был госпитализирован, но его состояние не вызывает опасений и его вскоре выпишут.
От взрывной волны сильно пострадало здание посольства Египта в Сирии. Помимо этого один из дипломатов был ранен.
На следующий день после взрывов оппозиционная группировка «Фронт ан-Нусра», которая за три дня до случившегося была внесена правительством США в список террористических организаций, взяла на себя ответственность за теракт.

## Мнения
Наблюдатели отмечают, что взрывы заминированных автомобилей стали одним из самых распространенных типов теракта в ходе гражданской войны в Сирии[стиль]. Главными целями террористических атак боевиков, желающих ухода действующего правительства Сирии, становятся государственные здания и представители власти. Так в мае того же года в результате взрывов возле двух основных зданий спецслужб в Дамаске погибли 55 человек, а 370 получили ранения.
Еще один теракт произошел в июле 2012 года на заседании правительства, которое проходило в здании госбезопасности в Дамаске. Тогда террорист-смертник привел в действие мощное взрывное устройство. Жертвами теракта оказались министр обороны Дауд Раджиха, его заместитель, а также зять президента Асеф Шаукат и помощник вице-президента страны и глава антикризисного управления Хасан Туркмани. Ранены были директор Бюро национальной безопасности Хишам Ихтияр и министр внутренних дел Мухаммед аш-Шаар.